# جابر الجيزاني
جابر الجيزاني لاعب كرة قدم سعودي ، يلعب حارس مرمى حالياً في نادي قلوة.

## مسيرة اللاعب
مثل النادي الأهلي في الفئات السنية و وقع مع نادي الفيحاء في عام 2015 و لعب معهم موسمين و بعدها وقع مع نادي الشرق و لعب معهم موسم و بعدها وقع مع نادي الحجاز و بعدها مع نادي الوشم و بعدها عاد إلى نادي الحجاز و لاحقاً لعب مع نادي الريان ونادي وج ونادي بيشة ونادي قلوة.